# Элиза (телесериал)
Элиза (итал. Elisa di Rivombrosa) — итальянская теленовелла 2003 года от режиссёра Чинции Торрини (ит.). После успеха 1 сезона (26 серий) в 2005 году последовал 2 сезон (26 серий), а в 2007 году — 3 сезон с новым названием «Дочь Элизы: Возвращение в Ривомброзу» (La Figlia di Elisa - Ritorno a Rivombrosa).

## Сюжет

### Первый сезон
Сюжет разворачивается в 1769 году в окрестностях Турина (Пьемонт). Главная героиня юная Элиза Скальци служит при пожилой графине Аньезе Ристори, матери графа Фабрицио. Вернувшись домой со службы, Фабрицио влюбляется в Элизу, но испытывает сомнения, когда узнаёт о её неблагородном происхождении. Попытки сделать её своей любовницей разбиваются о добродетель Элизы.
После смерти графини Аньезе её дочь маркиза Анна берётся за управление поместьем и выступает категорически против связи брата со служанкой, что бросит тень на древний род Ристори. Однако, влюблённые Фабрицио и Элиза идут против предрассудков общества и решают пожениться. Их желанию противостоит коварная маркиза Лукреция ван Неккер, желающая возобновить давнюю любовную связь с Фабрицио. Чтобы привязать мужчину к себе, она говорит, что мальчик-работник в таверне — их общий сын Мартино, а затем приказывает убить священника, согласившегося тайно обвенчать влюблённых. Мартино узнаёт, что не является сыном Лукреции.
Фабрицио располагает списком тайных заговорщиков против короля (Братья света), но каждый раз едва уходит от гибели в попытках передать его правителю. Глава заговорщиков герцог Раньери опасается разоблачения и с помощью Лукреции прибегает к подлым методам, чтобы заполучить список.
Не получив желаемого от Фабрицио, Лукреция выставляет его виновным в убийстве своего мужа и покидает город. Пользуясь заключением в тюрьму Фабрицио, его шурин маркиз Альвизо кутит в Ривомброзе и, не стесняясь жены Анны, приводит любовницу. Анна страдает от гнёта супруга и находит утешение у доброй Элизы, раскаиваясь в своём желании разлучить её с братом. От разгульной жизни у Альвизо развивается сифилис, от которого он умирает. Его вдова воссоединяется с возлюбленным своей молодости доктором Чеппи.
Фабрицио приговаривают к обезглавливанию. Но Элизе удаётся доставить список Карлу Эммануилу III раньше приведения смертной казни в исполнение. Король тронут такой преданностью, отвагой Элизы и дарует ей графский титул де Ривомброза, а Фабрицио — помилование. Теперь ничто не препятствует союзу Элизы и Фабрицио.

### Второй сезон
Несмотря на благосклонность короля и официальный брак Фабрицио и Элизы, дворянское общество отвернулось от семейства Ристори. Ривомброза после загулов маркиза Альвизо испытывает финансовые трудности, осложнившиеся неурожаем и эпидемией холеры среди крестьян. Со смертью Карла Эммануила III в 1773 году поддержки Ристори получить неоткуда — новый король Виктор Амадей III не желает слышать о них. В случае неуплаты долга замок Ривомброза отойдёт коммерсантам братьям Виктору и Арману Бенакам. Старший Виктор благородно не торопит с выплатой долга, но младший Арман мечтает заполучить Ривомброзу. Он подпадает под влияние беглого герцога Раньери и становится участником смертельного покушения на Фабрицио.

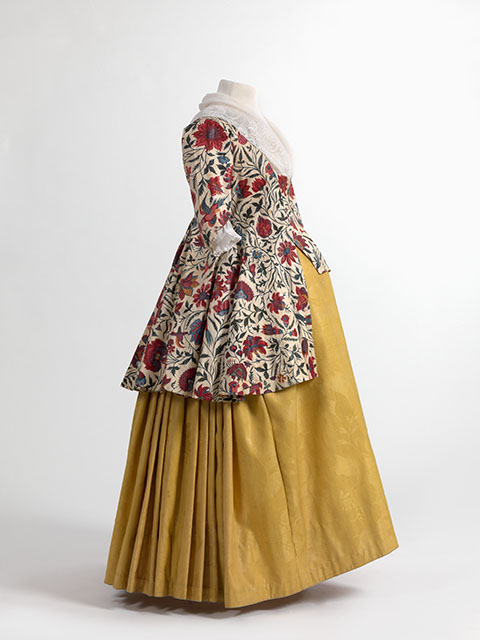
Женское платье 1750-1800 годов.

Элиза тяжело переживает смерть мужа, находя утешение в воспитании Мартино и дочери Аньезе. В 1776 году женщина решает разрешить вопрос долга и отправится в Неаполь на месяц к барону Микеле ди Канельяно, который обязан жизнью её покойному супругу. В Генуе на её карету нападают бандиты, подосланные Арманом Бенаком. На помощь приходит английский капитан Кристиан Грей, который также соглашается предоставить путникам свою каюту почтового корабля по пути в Неаполь. Здесь Элиза с дочерью и няней оказываются в бедном квартале «Четырёх ветров», где встречают давнюю знакомую Изабеллу. С её помощью Элиза находит дом барона, где получает радушный приём его вдовы баронессы Кристины и её сына Николо ди Канельяно. К собственному удивлению Элиза встречает в доме капитана Грея, по неизвестной причине прикинувшегося археологом сэром Бэнтоном, но из чувства благодарности за своё спасение не выдаёт его.
Спустя время Кристиан признаётся Элизе в своих чувствах и рассказывает, почему скрывает своё имя. Микеле ди Канельяно 20 лет назад, чтобы заполучить богатство и влияние, расправился с семьёй Кристиана, чьё настоящее имя — Кристиано Карачиоло ди Монтесанто. Ему единственному удалось спастись и получить приют у английских родственников. Элиза убеждает Кристиано отказаться от жажды мести.
Поддавшись влиянию любовницы маркизы Лукреции ван Неккер барон Николо оттягивает дату предоставления денежной помощи Элизе. Желая выйти замуж за барона Николо и вернуться в светское общество, Лукреция убивает противящуюся этому баронессу Кристину и обвиняет в преступлении Элизу. Барон в поисках Элизы устраивает погром в «Четырёх ветрах», и Кристиано в ходе борьбы срывается с крыши. Элизу насилу сажают на корабль до Генуи. Барон узнаёт, что настоящей убийцей его матери была Лукреция, но не смеет расправиться с нею из-за возможной беременности женщины.
Арман Бенак в отсутствие брата подписывает документ и становится хозяином Ривомброзы. Возмущённый Виктор сообщает префекту имя убийцы графа Фабрицио. Единственный свидетель того трагического вечера застрелен наёмным убийцей, и Армана освобождают в зале суда. Он погибает от руки брата, которого не осуждают в связи с самообороной.
Виктор делает предложение Элизе, но узнаёт, что её сердце принадлежит мужчине из Неаполя, находящемуся при смерти. Виктор подделывает письмо, из которого Элиза узнаёт о смерти Кристиано. Но она всё же собирается в Неаполь. Провожая её до Генуи, Виктор обманом привозит Элизу в свой дом и заточает в винном погребе. Оправившийся после падения Кристиано поспевает вовремя и спасает Элизу.

## Производство сериала

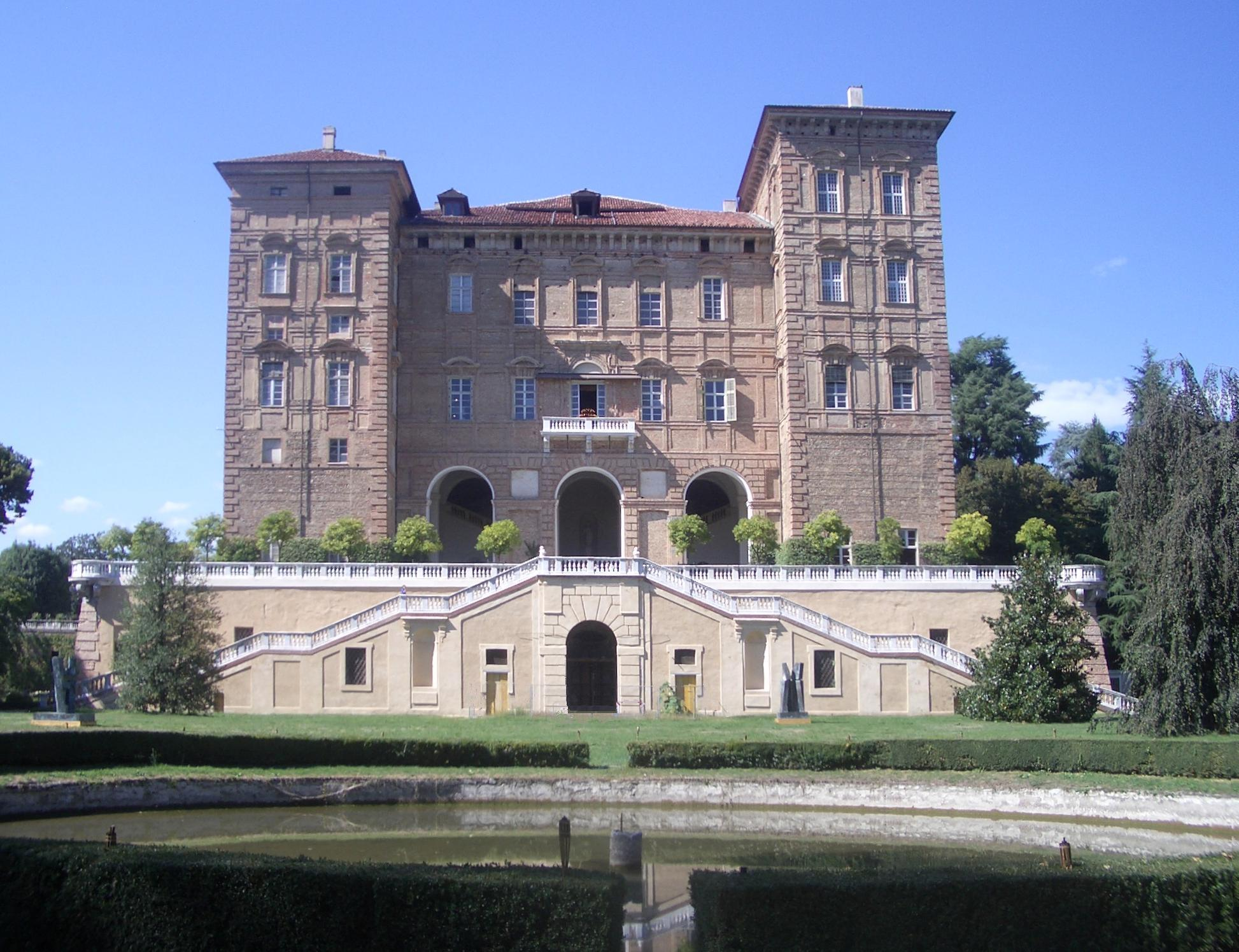
Летний Дворец Алье в сериале фигурирует как замок Ривомброза

В основу сериала лёг классический английский роман «Памела, или вознаграждённая добродетель» Сэмюэля Ричардсона. События перенесены в Пьемонт XVIII века. Съёмки проходили во дворцах Пьемонта; были сшиты сотни исторических костюмов.
Декорации Ривомброзы снимались в летнем дворце Алье в Турине. Название Ривомброза происходит от Riv’umbrusa (lato ombreggiato — теневая сторона).
Производством сериала занимались итальянская компания Together Productions/De Angelis и немецкая Victory Media Group. Аудитория сериала, вышедшего на Canale 5, за 2,5 месяца выросла с 6,5 млн зрителей в 2,5 раза. Сериал стал одним из самых успешных проектов за последние 6 лет.
Режиссёр Чинция Торрини занималась съёмками первого сезона и 12 серий второго сезона. Затем её сменил режиссёр Стефано Аллева. Музыку к сериалу написал композитор Савио Риккарди.
Во время съёмок сериала у исполнителей главных ролей Виттории Пуччини и Алессандро Прециози возник любовный роман, закончившийся помолвкой.

### В главных ролях
| Актёр               | Роль                                                           | Сезоны         |
| ------------------- | -------------------------------------------------------------- | -------------- |
| Виттория Пуччини    | графиня Элиза Скальци-Ристори ди Ривомброза                    | 1-2            |
| Алессандро Прециози | граф Фабрицио Федерико Джованни Клементе Ристори ди Ривомброза | 1, 2 (2 серии) |
| Реджина Бьянки      | графиня Аньезе Ристори ди Ривомброза                           | 1              |
| Антонелла Фаттори   | маркиза Анна Ристори-Радикати ди Мальяно                       | 1-2            |
| Антонино Юорио      | маркиз Альвизо Радикати ди Мальяно                             | 1              |
| Чезаре Боччи        | доктор Антонио Чеппи                                           | 1-2            |
| Джейн Александр     | маркиза Лукреция Аделаида Присцилла ван Неккер                 | 1-2            |
| Линда Батиста       | Изабелла                                                       | 1-2            |
| Филипп Леруа        | Карл Эммануил III                                              | 1, 2 (2 серии) |
| Люка Вард           | герцог Оттавио Раньери                                         | 1, 2 (2 серии) |
| Пьерлуиджи Коппола  | Анджело Бондио                                                 | 1-2            |
| Сабрина Сирчия      | Бьянка Бондио                                                  | 1-2            |
| Марция Убальди      | Амелия                                                         | 1-2            |
| Антонио Купо        | принц Кристиано Карачиоло ди Монтесанто капитан Кристиан Грей  | 2              |
| Джованни Гвиделли   | Виктор Бенак                                                   | 2              |
| Рафаэло Бальцо      | Арман Бенак                                                    | 2              |
| Серджио Ассиси      | барон Николо ди Канельяно                                      | 2              |
| Фьёренца Маркиджани | баронесса Кристина ди Канельяно                                | 2              |
| Стефано Кватре      | маркиз Сальватти                                               | 2              |

## Награды

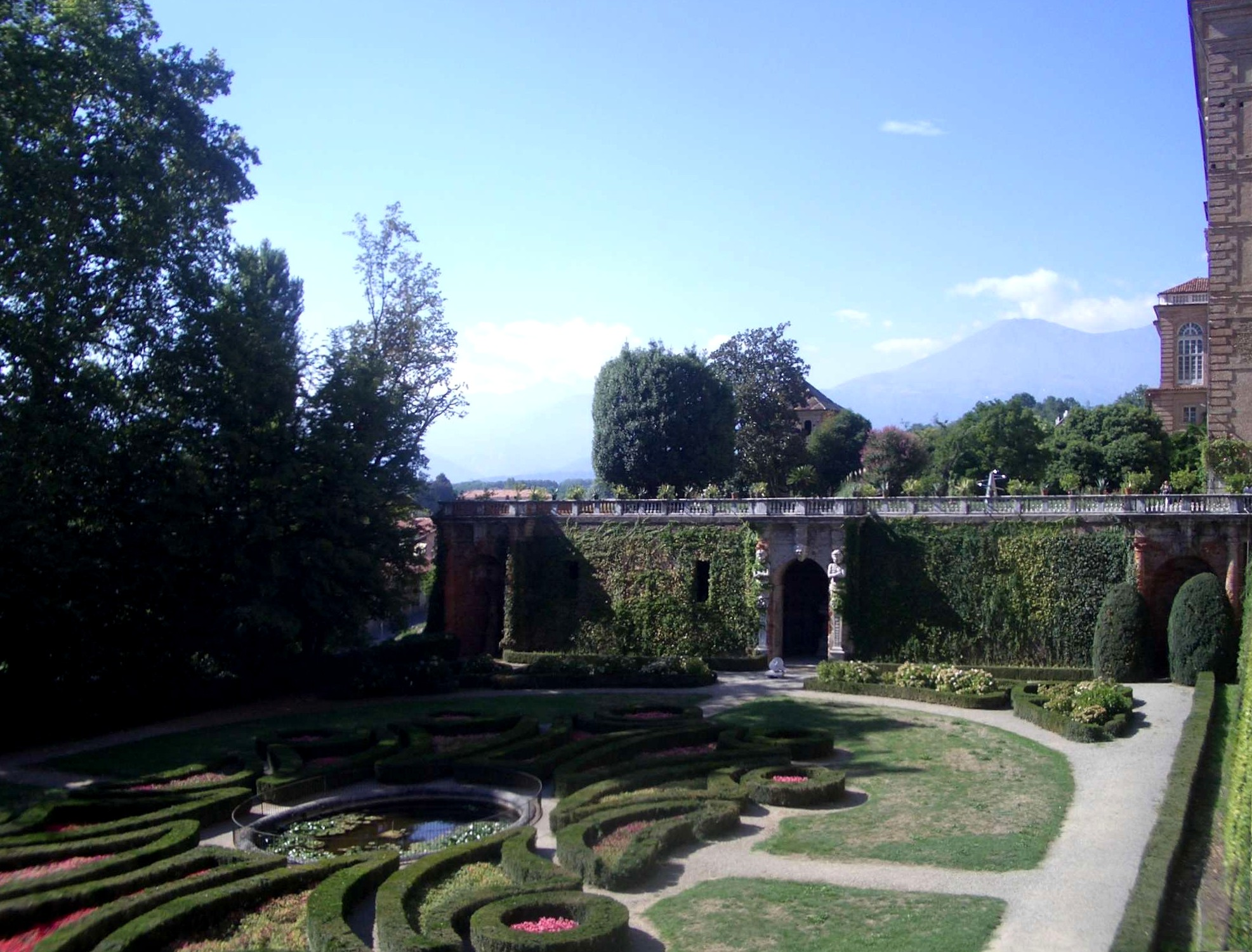
Прилегающая территория парка дворца Алье.

Первый сезон стоимостью 18 млн евро (26 серий по 50 минут) собрал в Италии более 14 млн зрителей (56,4 %). Сериал удостоился наград на вручении телевизионной премии «Il Telegatto» в четырёх номинациях: за лучший сериал и лучшую программу года; отмечены исполнители главных ролей Виттория Пуччини и Алессандро Прециози.
Права на показ сериала закупили несколько стран: Албания, Бельгия, Босния и Герцеговина, Болгария, Грузия, Германия, Испания, Польша, Республика Македония, Россия, Румыния, Сербия, Словакия, Турция, Украина, Финляндия, Франция, Чехия. В Канаде сериал демонстрировался по каналу Telelatino.

## Дочь Элизы: Возвращение в Ривомброзу
Продолжение истории в 3 сезоне под названием «Дочь Элизы: Возвращение в Ривомброзу» разворачивается спустя 20 лет после событий 2 сезона и снято по мотивам произведений Дюма-отца «Соратники Иегу» (фр. Les Compagnons de Jéhu, 1856) и «Семья без имени» Жюля Верна.
Пьемонт находится под управлением французов после перемирия, чем итальянцы недовольны и поддерживают местного благородного разбойника по прозвищу Ястреб. С ним по возвращении из Парижа сталкивается Аньезе Ристори (Сара Фельбербаум), сирота и дочь Элизы и Фабрицио. Ястреб великодушно отпускает девушку. Её брат Мартино помолвлен с Виторией Граньери, которая по просьбе местного капитана Лое соглашается помочь ему жениться на Аньезе. Девушка знакомится с маркизом Андреа Казаленьо (Джулио Беррути), которого представляет брату и к ужасу узнаёт, что он в действительности Андреа ван Неккер, сын Лукреции ван Неккер - смертельного врага семейства Ристори.
Чтобы заставить капитана Лое вернуть изъятое зерно крестьянам, Ястреб похищает Аньезе. В плену девушка вскоре узнаёт в похитителе своего возлюбленного маркиза Андреа ван Неккера. Влюблённые клянутся в любви и решают пожениться в знак примирения их семейств. Но Лукреция против этого союза и стремится убить Аньезе. При попытке спасти сестру Мартино смертельно ранит Лукрецию. Андреа в ярости отказывается от своего обещания и собирается переезжать в Венецию.
Не получив прощения Андреа, Аньезе соглашается выйти замуж за капитана Лое, надеясь влиять на его решения и облегчить участь крестьян. Их свадьбу прерывает Андреа и увозит невесту. Оскорблённый этим капитан Лое арестовывает Мартино по обвинению в убийстве Лукреции ван Неккер и грозит гильотиной. Чтобы спасти мужа от смерти, Витория становится любовницей капитана Лое. Также она замечает маску Ястреба в руках Андреа ван Неккера и доносит об этом любовнику, получив взамен драгоценное кольцо из сундука капитана. На празднике солдатам не удаётся схватить Андреа, который сбегает с Аньезе и прячется в заброшенном поместье. Его слуга при попытке купить пропуски для переезда в Венецию попадается французам, которые его пытают и узнают местонахождение Ястреба.
Витория заручается обещанием любви капитана Лое и оставляет своего мужа. Капитан смеётся над её наивностью и отбирает подаренное любовнице кольцо, составляющее часть похищенного имущества Наполеона, чтобы предстать исполнительным офицером перед начальством и получить назначение префектом в Париж. Мартино воссоединяется с кузиной, в которую с юношества влюблён.
Аньезе соглашается на предложение капитана стать его женой в обмен на отмену ван Неккеру смертной казни. Участники банды Ястреба устраивают ему побег, и он настигает карету капитана Лое. Во время борьбы двух мужчин Витория из мести застреливает капитана из ружья. Прибывший генерал Дюкро узнаёт о преступлениях капитана Лое, получает обещание ван Неккера сложить оружие и с симпатией относится к арестованной Витории, что сулит ей спасение от казни.